# C. J. Gardner-Johnson
(en) Statistiques sur pro-football-reference
Chauncey « C.J.» Gardner-Johnson, né le 20 décembre 1997 à Cocoa en Floride, est un sportif professionnel américain de football américain jouant au poste de safety dans la National Football League (NFL) depuis la saison 2019 et pour la franchise des Texans de Houston depuis la saison 2025.
Auparavant, il a joué au niveau universitaire pendant trois saisons dans la NCAA Division I FBS pour les Gators de l'université de Floride avant d'être sélectionné lors du 4e tour de la draft 2019 par la franchise des Saints de La Nouvelle-Orléans.
Après gtrois saisons (2019-2021), il quitte les Saints pour les Eagles de Philadelphie (2022), les Lions de Détroit (2023-2024) et les Texans de Houston dès mars 2025.
Avec les Eagles, il perd 35 à 38 le Super Bowl LVII joué contre les Chiefs de Kansas City en fin de saison 2022.

## Biographie

### Carrière universitaire
Étudiant à l'université de Floride, il joue avec les Gators de la Floride dans la NCAA Division I FBS, de 2016 à 2018. Lors de son année freshman, Gardner-Johnson apparaît dans 13 rencontres dont les sept dernières en tant que titulaire. Au cours de l'Outback Bowl 2017 contre les  Hawkeyes de l'Iowa, Gardner-Johnson effectue deux plaquages et deux interception dont une retournée en touchdown. Il est désigné MVP du match,. Il devient titulaire pour l'ensemble des 11 matchs de la saison suivante. Pendant l'inter saison, il est déplacé au poste de nickelback. Le 26 novembre 2018, Gardner-Johnson annonce qu'il fait l'impasse sur son année senior pour se présenter à la draft 2019 de la NFL.

### Carrière professionnelle

#### Draft
Gardner-Johnson est sélectionné en 105e choix global lors du 4e tour de la draft 2019 de la NFL par la franchise des Saints de La Nouvelle-Orléans.

#### Saints de La Nouvelle-Orléans (2019-2021)
Lors de la victoire 26 à 18 contre les Falcons en 13e semaine de la saison 2019 à l'occasion du Thanksgiving Day, Gardner-Johnson réussit sa première interception professionnelle à la suite d'une tentative de passe du quarterback Matt Ryan. En 16e semaine lors de la victoire 38 à 28 contre les Titans, il effectue huit plaquages, force et recouvre un fumble du wide receiver Kalif Raymond (en). Il totalise en fin de saison 42 plaquages, une interception, huit passes défendues et un fumble forcé ce qui lui vaut une sélection dans l'équipe des rookies de la saison par la PFWA (en).
Le 11 octobre 2020, Gardner-Johnson est frappé par son coéquipier Michael Thomas lors de l'entraînement, cet incident conduisant Thomas sur le banc pour le match suivant. Le 1er novembre 2020, lors de la victoire 26 à 23 contre les Bears, Gardner-Johnson est frappé au cours du troisième quart temps par le wide receiver des Bears Javon Wims (en). Ce fait provoque une bagarre entre les deux équipes. Wims avait couru vers Gardner-Johnson qui avait le dos tourné et l'a frappé au niveau du casque. Gardner-Johnson ne réagissant pas, Wims l'a de nouveau frappé. Un extrait vidéo a montré que Gardner-Johnson avait précédemment arraché le protège-dents de Wims avant de le lancer au loin sur le terrain. Wims a prétendu que Gardner-Johnson lui a craché dessus mais aucune preuve n'a étayé son affirmation et Gardner-Johnsonce a nié les faits. Wims est expulsé du match et est suspendu pour deux matchs par la NFL,. Gardner-Johnson a également été condamné à une amende de 5 128 $ pour son action sur Wims.
Au cours de la victoire 27 à 13 en 10e semaine contre les 49ers, Gardner-Johnson enregistre son premier sack en carrière professionnelle contre le quarterback Nick Mullens,. Deux matchs plus tard contre les Broncos (victoire 31 à 3), il intercepte une passe tentée par le wide receiver Kendall Hinton (en). Le 30 décembre 2020, Gardner-Johnson est placé sur la liste de réservistes touché par la COVID-19 et est réactivé le 8 janvier 2021. Il termine la saison 2020 avec un bilan de 66 plaquages , un sack, une interception et 13 passes défendues. Le 10 janvier 2021, lors du match de wild card contre les Bears, Gardner-Johnson est impliqué dans une bagarre avec le receveur des Bears, Anthony Miller. Miller est expulsé du match mais les deux joueurs ont été sanctionnés pour conduite antisportive.
Gardner-Johnson est désigné titulaire au poste de safety pour la saison 2021. Après sept rencontres, il est placé que la liste des blessés le 13 novembre avant d'être réactivé le 11 décembre. Le 19 décembre lors du match contre les Buccaneers, il intercepte une tentative de passe de Tom Brady vers Scotty Miller (en) en fin de match permettant à son équipe de gagner sur le score serré de 9 à 0. Il termine la saison avec 2 sacks, 46 plaquages, trois interceptions et 7 passes défendues.

#### Eagles de Philadelphie (2022)
Le 30 août 2022, les Saints échangent Gardner-Johnson et un choix de 7e tour de la draft 2025 aux Eagles de Philadelphie contre les choix de 5e et 6e tour de la draft 2024.
Il est titulaire au cours des 11 premières rencontres avant de se blesser au rein en 12e semaine,. Il est ainsi placé sur la liste des réserviste le 3 décembre alors qu'il mène la ligue au nombre d'interceptions,. Il est réactivé le 7 janvier 2023. Il termine la saison avec un bilan de 67 plaquages (dont 61 en solo), 1 sack, 6 interceptions et 8 passes défendues. Il dispute le Super Bowl LVII où il effectue 4 plaquages mais ne peut empêcher la victoire des Chiefs 35 à 38.

#### Lions de Détroit (2023)
Le 20 mars 2023, les Lions de Détroit engagent Gardner-Johnson pour une durée d'un an et un montant de 8 millions de dollars. Initialement présumé pour jouer au poste de nickelback, l'émergence de Brian Branch à ce poste pousse les Lions à déplacer Gardner-Johnson vers le poste de safety.
Au cours de la 2e semaine de la saison régulière, il subit une déchirure du pectoral et est placé sur la liste des blessés le 19 septembre 2023. Il est autorisé à rejouer le 4 décembremais n'est réactivé par sa franchise que le 6 janvier 2024.

#### Eagles de Philadelphie (2024)
Le 14 mars 2024, Gardner-Johnson signe un contrat de trois ans pour rejouer avec les Eagles de Philadelphie. L'entraîneur principal Nick Sirianni le désigne titulaire au poste de strong safety pour le début de saison et l'associe au free safety Reed Blankenship (en).
En 10e semaine il réalise sa meilleur performance de la saison en totalisant sept plaquages (dont 2 en solo), une passe déviée et une interception lors de la victoire 34 à 6 contre les rivaux des Cowboys de Dallas. Le 29 décembre 2024, sur le premier drive des Cowboys, il inscrit son premier touchdown professionnel à la suite d'une interception de passe du quarterback Cooper Rush vers le wide receiver Brandin Cooks qu'il retourne sur 69 yards. Cette performance lui permet d'être désigné meilleur défenseur de la semaine en NFC.
Il termine la saison régulière avec 59 plaquages (dont 35 en solo), 12 passes déviées, 6 interceptions et un touchdown lors de 16 matchs tous joués en tant que titulaire.
Qualifiés pour la série éliminatoire, les Eagles battent les Packers de Green Bay 22 à 10 en tour de wild card. Le 19 janvier 2025 Gardner-Johnson réussit six plaquages (dont 5 en solo) lors de la victoire 28 à 22 contre les Rams de Los Angeles en tour de division. Il effectue ensuite cinq plaquages (dont 3 en solo) lors de la victoire 55 à 23 chez les Commanders de Washington en finale de conférence NFC. Titulaire lors du Super Bowl LIX joué le 9 février 2025, il y effectue trois plaquages (dont 1 en solo) et  remporte son premier Super Bowl en battant 40 à 22 les Chiefs de Kansas City.

#### Texans de Houston
Le 12 mars 2025, Gardner-Johnson (avec un choix de 6e tour de la draft 2026) est échangé aux Texans de Houston contre le guard Kenyon Green (en) et un choix de 5e tour de la draft 2025.

## Statistiques
| Taille               | Poids          | Bras           | Main          | Sprint   | Sprint   | Sprint   | Shuttle 20 yards | 3 cones drill | Détente       | Détente             | Développé couché | Test Wonderlic |
| Taille               | Poids          | Bras           | Main          | 40 yards | 10 yards | 20 yards | Shuttle 20 yards | 3 cones drill | verticale     | horizontale         | Développé couché | Test Wonderlic |
| 1,80 m (10 ft 5⅞ in) | 95 kg (210 lb) | 78 cm (30⅞ in) | 23 cm (9¼ in) | 4,48 s   | 1,58 s   | 2,62 s   | 4,20 s           | 7,03 s        | 94 cm (37 in) | 3,10 m (10 ft 2 in) | 17 reps          | -              |

| Année       | Équipe               | Statut      | MJ |       | Plaquages | Plaquages | Plaquages | Plaquages |       | Interceptions | Interceptions | Interceptions | Interceptions |  | Fumbles | Fumbles |
| Année       | Équipe               | Statut      | MJ | Total | Seul      | Ast.      | Sacks     | Nb.       | Yards | Déf.          | TD            | Nb.           | Rec.          |  |         |         |
| 2016        | Gators de la Floride | Fr.         | 11 | 32    | 21        | 11        | 0,0       | 3         | 088   | 3             | 1             | 0             | 0             |  |         |         |
| 2017        | Gators de la Floride | So.         | 11 | 58    | 34        | 24        | 1,0       | 2         | 088   | 7             | 0             | 0             | 0             |  |         |         |
| 2018        | Gators de la Floride | Jr.         | 13 | 71    | 37        | 34        | 3,0       | 2         | 110   | 2             | 2             | 0             | 0             |  |         |         |
| Totaux NCAA | Totaux NCAA          | Totaux NCAA | 35 | 161   | 92        | 69        | 4,0       | 7         | 286   | 12            | 3             | 0             | 0             |  |         |         |

| Année      | Équipe                        | MJ |                 | Plaquages       | Plaquages       | Plaquages       | Plaquages       |                 | Interceptions   | Interceptions   | Interceptions | Interceptions |  | Fumbles | Fumbles |
| Année      | Équipe                        | MJ | Total           | Seul            | Ast.            | Sacks           | Nb.             | Yards           | Déf.            | TD              | Nb.           | Rec.          |  |         |         |
| 2019       | Saints de La Nouvelle-Orléans | 17 | 49              | 38              | 11              | 0,0             | 1               | 028             | 08              | 0               | 1             | 1             |  |         |         |
| 2020       | Saints de La Nouvelle-Orléans | 13 | 66              | 52              | 14              | 1,0             | 1               | 03              | 13              | 0               | 0             | 0             |  |         |         |
| 2021       | Saints de La Nouvelle-Orléans | 11 | 46              | 32              | 14              | 2,0             | 3               | 045             | 07              | 0               | 0             | 0             |  |         |         |
| 2022       | Eagles de Philadelphie        | 12 | 67              | 61              | 06              | 1,0             | 6               | 054             | 08              | 0               | 0             | 0             |  |         |         |
| 2023       | Lions de Détroit              | 03 | 17              | 16              | 01              | 0,0             | 1               | 0               | 03              | 0               | 0             | 0             |  |         |         |
| 2024       | Eagles de Philadelphie        | 16 | 59              | 35              | 24              | 0,0             | 6               | 116             | 12              | 1               | 1             | 0             |  |         |         |
| 2025       | Texans de Houston             | ?  | Saison en cours | Saison en cours | Saison en cours | Saison en cours | Saison en cours | Saison en cours | Saison en cours | Saison en cours | ?             | ?             |  |         |         |
| Totaux NFL | Totaux NFL                    | 74 | 304             | 234             | 70              | 4,0             | 18              | 130             | 51              | 1               | 2             | 1             |  |         |         |

| Année      | Équipe                        | MJ |       | Plaquages | Plaquages | Plaquages | Plaquages |       | Interceptions | Interceptions | Interceptions | Interceptions |  | Fumbles | Fumbles |
| Année      | Équipe                        | MJ | Total | Seul      | Ast.      | Sacks     | Nb.       | Yards | Déf.          | TD            | Nb.           | Rec.          |  |         |         |
| 2019       | Saints de La Nouvelle-Orléans | 1  | 03    | 2         | 1         | 0,0       | 0         | 0     | 1             | 0             | 0             | 0             |  |         |         |
| 2020       | Saints de La Nouvelle-Orléans | 2  | 10    | 7         | 3         | 0,0       | 0         | 0     | 1             | 0             | 0             | 0             |  |         |         |
| 2022       | Eagles de Philadelphie        | 3  | 12    | 7         | 5         | 0,0       | 0         | 0     | 1             | 0             | 0             | 0             |  |         |         |
| 2023       | Lions de Détroit              | 2  | 08    | 5         | 3         | 0,0       | 1         | 12    | 0             | 0             | 0             | 0             |  |         |         |
| 2024       | Eagles de Philadelphie        | 4  | 14    | 9         | 5         | 0,0       | 0         | 0     | 0             | 0             | 0             | 0             |  |         |         |
| Totaux NFL | Totaux NFL                    | 12 | 47    | 30        | 17        | 0,0       | 1         | 12    | 1             | 0             | 0             | 0             |  |         |         |

## Vie privée
Gardner-Johnson a porté le nom de « Chauncey Gardner Jr. » jusqu'à son année junior chez les Gators de la Floride. Le 31 décembre 2017, il annonce qu'il a changé son nom de famille en Gardner-Johnson en l'honneur de son beau-père, Brian Johnson,. En effet, bien que son père biologique, Chauncey Gardner Sr. ait fait partie de sa vie, c'est Johnson qui a élevé Gardner-Johnson depuis son enfance.

## Identité visuelle

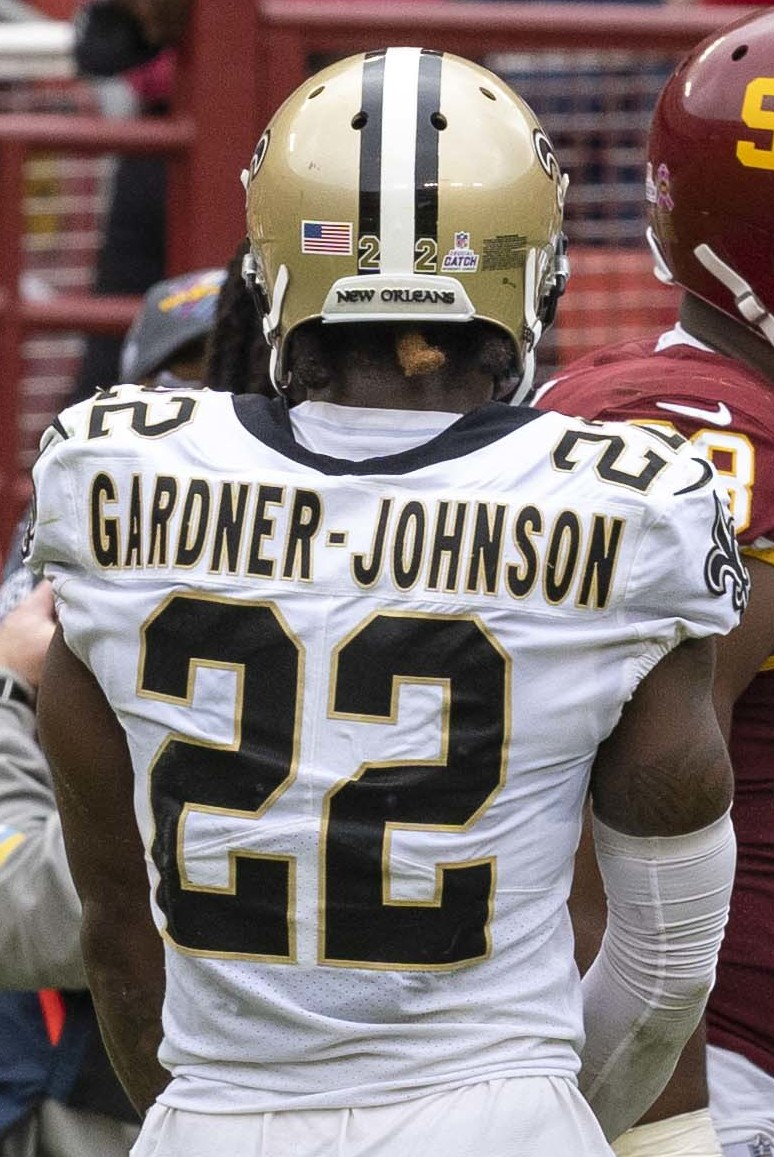
En 2021, chez les Saints.
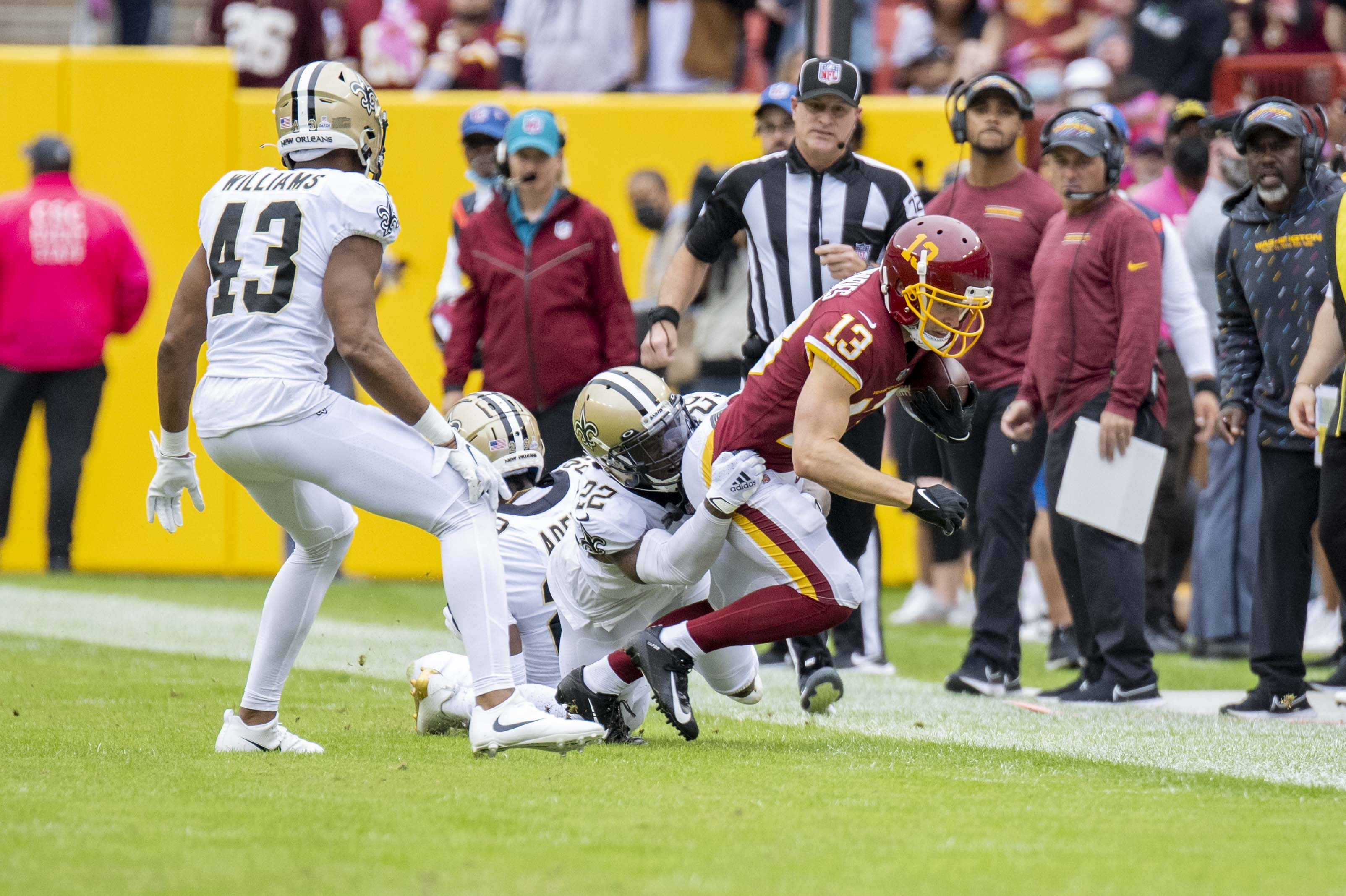
Contre Washington le 10 octobre 2021.